# Nímia Luqueni
Nímia Luqueni (Lukeni lua Nimi; c.1380-1420) foi o fundador tradicional da Casa de Luqueni, primeiro manicongo e fundador do Reino do Congo (Día Ntotila). O nome de Nímia Luqueni é citado na tradição oral e por alguns historiadores e arqueólogos contemporâneos, como Jean Cuvalier. Ele também foi o conquistador do Reino de Muene. 

## Biografia
Nímia Luqueni foi filho do chefe Nímia Anzima e da governante do Reino Bambata (União celebrada para unificar os territórios da tribo de Nímia Anzina e do Reino Bambata), segundo tradições registradas por Giovanni Cavazzi de Montecuccolo em meados do século XVII. Seu nome de batismo era Luqueni Luansanze, o que significa que foi o quarto filho de seus pais. Durante o reinado de seu pai, Nímia Luqueni foi responsável pelo pedágio dos andarilhos e viajantes que passassem por suas terras. Isso deu origem a uma história em que Nímia Luqueni foi forçado a matar uma parente grávida por se recusar a pagar os impostos. O ato gerou respeito entre seu povo e seu pai pelo carater intrandigente e inflexibilidade com as leis.  
Embora fosse originário da região de Vungu (ou Bungo), localizado em Mayombe (entre a atual República Democrática do Congo e a República do Congo), a ele é creditada a conquista de Mabanza Congo após destronar o governante local Muene Cabunga (também chamado de Muwene Impangala), e constituído sua capital lá. Ele assumiu o título de Muene Congo (ou Manicongo), que significa Senhor do Congo e estabeleceu seu império no final do século XIV, sendo por isso considerado o fundador do Reino do Congo, embora esse título por vezes seja atribuído a seu pai. 
Provavelmente, Nímia Luqueni não tenha morrido muito velho, pois seu filho Cuantinu era demasiado jovem para governar após sua morte, tendo trono passado a seu primo Nanga. As circunstancias da morte e sucessão do manicongo permitem aos historiadores colocar seu nascimento antes de 1367 e sua morte entre 1402 e 1427. 